# Lester Randolph Ford junior
Lester Randolph Ford junior (* 23. September 1927 in Houston; † 26. Februar 2017) war ein US-amerikanischer Mathematiker und Sohn von Lester Randolph Ford senior.
Zusammen mit Delbert Ray Fulkerson entwickelte er den Algorithmus von Ford und Fulkerson und gemeinsam mit Richard Bellman den Bellman-Ford-Algorithmus.
Im Jahr 1959 publizierte er gemeinsam mit Selmer M. Johnson den Ford-Johnson-Algorithmus für vergleichsbasiertes Sortieren von numerischen Werten, der erst zwanzig Jahre später als nicht optimal bezüglich der Anzahl der Vergleichsoperationen nachgewiesen wurde.